# Takehara, Hiroshima
Takehara (竹原市 Takehara-shi) là một thành phố thuộc tỉnh Hiroshima, Nhật Bản.